# Дуглас, Элли Виберт
Элли Виберт Дуглас (англ. Allie Vibert Douglas, часто использовалось только второе имя — Виберт Дуглас, 15 декабря 1894 года — 2 июля 1988 года) — канадский астроном, историк науки, офицер ордена Канады и кавалер ордена Британской империи.

## Биография
Элли Виберт родилась в городе Монреале в 1894 году. Её мать, Алиса Дуглас, умерла вскоре после рождения дочери, отец, Джон Виберт, болел туберкулезом. Элли и её брат Джордж воспитывались бабушкой, Мари Пирсон Дуглас, и двумя незамужними тётями, Мари и Миной. Когда Элли было 8 лет они переехали в Лондон, а после нескольких лет вернулись в Монреаль. Фамилию бабушки Элли затем взяла как вторую.
В 1912 году Элли Дуглас приняли в университет Макгилла. Её учёба была прервана Первой мировой войной, и Элла переехала в Лондон, где стала работать в Военном министерстве Великобритании. За свою работу в 23 года она была награждена серебряным крестом как кавалер ордена Британской империи. Вернувшись после войны к учёбе, Дуглас закончила бакалавриат (1920 год) и магистратуру (1921 год). Затем она училась в Кембриджской обсерватории (руководитель Артур Эддингтон) и Кавендишской лаборатории в Англии. Перед тем, как заняться астрономией, Дуглас изучала вместе с Резерфордом радиоактивность. Некоторое время проработав волонтёром в обсерватории Висконсина, она вернулась в университет Макгилла и защитила диссертацию по астрофизике в 1926 году. Элли Виберт Дуглас стала первой женщиной-астрофизиком в Канаде. Во время своей научной работы Виберт Дуглас изучала спектры очень горячих звёзд типа A и В, эффект Штарка в звездных атмосферах. После защиты она осталась в университете как преподаватель.
В 1939 году Дуглас приняла предложение о должности декана в университете Куинса в Кингстоне и стала полным профессором астрономии и астрофизики. Во время Второй мировой войны она инициировала создание в университете Женского добровольного корпуса и требовала от своих студенток посещать занятия для медсестёр. Она преподавала до 1960 года. Дуглас умерла в Кингстоне в 1988 году.
Доктор Виберт Дуглас вступила в Международную федерацию женщин науки и была её президентом с 1947 по 1950 год. Она также была президентом Королевского астрономического общества Канады (первая женщина на данной позиции) и представляла Канаду на генеральной конференции ЮНЕСКО в Монтевидео в 1954 году. Она написала известную биографию своего коллеги Артура Эддингтона. Она получила почётные докторские степени Квинслендского университета, университета Макгилла и Куинс, стала офицером ордена Канады. В честь учёной были названы патера на Венере, астероид и малая планета 3269.

## Публикации
- Allie Vibert Douglas. The life of Arthur Stanley Eddington. — Nelson, 1957. — 207 p.
- Allie Vibert Douglas. Forty Minutes with Einstein // Journal of the Royal Astronomical Society of Canada. — Т. 50. — С. 99—102. — Bibcode: 1956JRASC..50...99D.